# Gapura Tengah
Gapura Tengah is een bestuurslaag in het regentschap Sumenep van de provincie Oost-Java, Indonesië. Gapura Tengah telt 1709 inwoners (volkstelling 2010).